# Lotononis pulchra
Lotononis pulchra är en ärtväxtart som beskrevs av Dummer. Lotononis pulchra ingår i släktet Lotononis och familjen ärtväxter. Inga underarter finns listade i Catalogue of Life.